# Deutsche Patrioten
Die Gruppe Deutsche Patrioten ist eine deutsche Rechtsrock-Band aus Magdeburg.

## Bandgeschichte
Die Band wurde 1990 als Doitsche Patrioten von Sven K. und Ulf gegründet. Die Zugehörigkeit zur Skinheadszene und den Anspruch Oi!-Musik zu spielen, ließ sich an dem damals weit verbreiteten Austausch der Buchstaben eu durch oi ableiten.
Trotz des für eine ostdeutsche Band dieses Metiers frühen Gründungsdatums, wurde erst 1993, nach der Komplettierung der Besetzung, die musikalische Arbeit aufgenommen. Ein Jahr später erschienen bereits zwei Demoaufnahmen, welche die Band in der Szene bekannt machten. Noch 1994 wurde das zweite Demo von der BPjM indiziert, da die Texte ein „verzerrtes [und] ideologisiertes Bild vom Nationalsozialismus“ vermitteln, „feindliche Tendenzen gegenüber Ausländern und anderen Minderheiten“ enthalten und zu einer Art nationaler „Gegenwehr“ aufrufen. Ebenfalls wurde die Band im Jahresbericht des Verfassungsschutzes aufgeführt.
Das Debütalbum Der erste Streich erschien 1995, im Jahr darauf eine Zusammenstellung der beiden Demokassetten auf CD – beide erschienen bei Blood-and-Honour-nahen Firmen wie dem dänischen Label NS Records. Die Band war nun in der Szene populär – bis 1998 erfolgten rund 40 Auftritte, darunter Konzerte mit Endstufe, Spreegeschwader oder Kraftschlag. Das Debütalbum wurde unterdessen durch ein Urteil des Amtsgerichts Oldenburg im November 1997 beschlagnahmt.
Die Band gehörte in diesem Zeitraum – von ungefähr 1992 bis 1998 – zum rund 50 Personen umfassenden Kern der rechtsextremen Magdeburger Szene, welche in dieser Zeit die städtischen Jugendklubs okkupierte. Die Deutschen Patrioten selbst hatten ihren Proberaum bis Ende 1997 in einem kirchlichen Jugendhaus. Die pädagogischen Jugendprojekte, welche in dieser Zeit die rechte Szene auflösen sollten, erbrachten nicht den gewünschten Erfolg und sorgten sogar dafür, dass rechtsextreme Strukturen aufgebaut werden konnten. Kritiker sprachen im Nachhinein von einer „Glatzenpflege auf Staatskosten“.
1998 erschien, nachdem bereits im Jahr zuvor der Bandname offiziell in Deutsche Patrioten geändert worden war, das Album Widerstand verboten! Es enthielt überwiegend alte Aufnahmen von den zuvor indizierten Tonträgern. Nach dieser Veröffentlichung war die Gruppe mehrere Jahre inaktiv, bis 2003 überraschend eine Art „Comeback-Album“ erschien. Doch auch nach diesem „Neuanfang“ wurde es wieder ruhig um die Band. Dass die Gruppe indes noch heute als aktiv gilt, zeigt die angekündigte Teilnahme an einem „Sachsen-Anhalt-Sampler“, dessen Produzent Enrico Marx sein sollte. Da dieser Anfang 2008 jedoch für diesen Bereich mit einem Berufsverbot belegt wurde, erschien die CD nicht.

## Diskografie
- 1994: Mein Land (Demo)
- 1994: Nur für Euch (Demo, indiziert[3])
- 1995: Der erste Streich (beschlagnahmt am 9. November 1997[4] indiziert[5])
- 1996: Patriot für Deutschland (ehemals indiziert, 2023 aus formalen Gründen gestrichen[6])
- 1998: Widerstand verboten!
- 2003: Totgesagte leben länger (indiziert[7])